# The Birthday Party
The Birthday Party (cunoscut inițial sub numele The Boys Next Door) a fost o trupă australiană post-punk, activă din 1978 până în 1983. În ciuda succesului comercial limitat, influența The Birthday Party a fost de anvergură și au fost numiți „unul dintre cele mai întunecate și mai provocatoare grupuri post-punk apărut la începutul anilor '80”. „Peisajele sonore sumbre și zgomotoase” ale grupului, care au creionat în mod ireverențios bluesul, jazz-ul liber și rockabilly, au constituit scenariul pentru poveștile tulburătoare despre violență și perversiune ale vocalistului Nick Cave. Muzica lor a fost descrisă de criticul Simon Reynolds drept gotică, single-ul Release the Bats fiind deosebit de influent pe scena gotică emergentă.
În 1980, The Birthday Party s-a mutat de la Melbourne la Londra, unde au devenit favoriții radiodifuzorul John Peel. Dezamăgiți de șederea lor la Londra, sunetele și show-urile live ale trupei au devenit din ce în ce mai violente. S-au despărțit în 1983, la scurt timp după ce s-au mutat în Berlinul de Vest. Nucleul creator al The Birthday Party – cântărețul și compozitorul Nick Cave, multi-instrumentistul și compozitorul Mick Harvey și cântărețul, compozitorul și chitaristul Rowland S. Howard – și-au continuat separat carierele de succes. 

## Discografie
The Boys Next Door
- Door, Door (1979)

The Birthday Party
- The Birthday Party (1980)
- Prayers on Fire (1981)
- Junkyard (1982)